# 沃洛沃茨鄉
47°49′N 25°54′E / 47.817°N 25.900°E
沃洛沃茨鄉（羅馬尼亞語：Comuna Volovăț, Suceava），是羅馬尼亞的鄉份，位於該國東北部，由蘇恰瓦縣負責管轄，面積19平方公里，海拔高度401米，2002年人口5,101，人口密度每平方公里273人。